# Шерер, Георг
Георг Шерер нем. Georg Scherer (16 марта 1824, Донненлоэ, сейчас Унтершванинген, Ансбах — 20 сентября 1909, Эгльфинг, Верхняя Бавария) — немецкий писатель и издатель фольклорных сборников.

## Биография
Георг Шерер изучал философию и филологию в Мюнхене. Он получил в 1857 году в Тюбингене степень доктора философии. Прошёл хабилитацию в 1864 году, получив право преподавать историю искусств и литературы в Политехническом университете Штутгарта. В 1875 году он стал профессором и библиотекарем в местной Королевской школе искусств.
Уже при жизни Шерера его поэтический дар, а также работы по сбору и публикации фольклора получили высокую оценку. В 1849 году вместе Морицем фон Швиндом, Людвигом Рихтером, Вильгельм фон Каульбахом и Францем фон Поччи он опубликовал для наследного принца Баварии Людвига сборник «Старые и новые детские песни» («Es kam ein Herr zum Schlößli» и др.).